# Січ-1М
«Січ-1М» — український супутник дистанційного зондування Землі багатофункціонального призначення.
Створювався за Національною Космічною Програмою України.
Розробник — Державне конструкторське бюро «Південне» ім. М. К. Янгеля.
Виробник — ДП "Виробниче об'єднання «Південний машинобудівний завод ім. О. М. Макарова».
Призначений для одержання інформації одночасно в оптичному, інфрачервоному і мікрохвильовому діапазонах. Встановлений на космічному апараті «Січ-1М» комплекс дослідницької апаратури дозволяє вирішувати ряд практичних і наукових задач з дослідження атмосфери і  Світового океану, моніторингу гідрологічної та льодової обставин, рослинних і ґрунтових покривів суші та ін.
На супутнику була розміщена апаратура міжнародного проєкте «Варіант» для дослідження іоносфери. Це перший міжнародний науковий проєкт, очолюваний українськими фахівцями.
Зокрема корисне навантаження супутника — бортовий інформаційно-вимірювальний комплекс складають:
- Відеоінформаційний комплекс (МСУ-ЕУ), призначений для отримання зображень підстилаючої поверхні в оптичному діапазоні;
- Комплекс радіофізичної апаратури (РФА), призначений для отримання зображень підстилаючої поверхні в мікрохвильовому діапазоні;
- Оптико-мікрохвильовий сканер / зондувальник (МТВЗА-ОК), призначений для температурно-вологісного профілювання атмосфери, зондування океану і суші в оптичному, інфрачервоному і мікрохвильовому діапазонах;
- Радіотелевізійний комплекс (РТВК-М), призначений для отримання метеорологічної інформації в оптичному діапазоні;
- Вищезгаданий комплекс наукової апаратури «Варіант», призначений для вимірювання параметрів магнітного та електричного полів Землі з метою вивчення електромагнітних явищ іоносферної плазми.

Був запущений 24 грудня 2004 року о 13.20 з космодрому «Плесецьк» (Росія) за допомогою ракети-носія «Циклон-3» разом з мікросупутником КС5МФ2.
В ході виведення супутників на навколоземну орбіту через відхилення параметрів руху ракети-носія на ділянці роботи 3-го ступеня КА «Січ-1М» одержав збурення, що призвело до відхилення параметрів орбіти від розрахункових та порушення орієнтації КА в просторі. Поточні параметри орбіти КА «Січ-1М» складають: апогей — 644 км, перигей — 285 км, період обертання — 93.262 хв, нахилення — 82,57 градусів.

## Основні відомості
Супутник «Січ-1М» створений на конструктивній платформі супутника «Січ-1», але за апаратурним комплексом є пристроєм значно вищого рівня.
- Удосконалений сканер забезпечить роздільну здатність на порядок вище (просторова роздільна здатність 24 м).
- Поліпшені параметри локатора бічного огляду — смуга огляду радіолокатора бічного огляду розширена з 450 до 700 км.
- Оптико-мікрохвильовий сканер МТВЗА-ОК для одночасних вимірювань у видимому, ІЧ і НВЧ -діапазонах забезпечить глобальний моніторинг навколишнього середовища в інтересах метеорології, океанології, вирішення завдань рибальського промислу, вивчення клімату.
- На супутнику встановлюється апаратура супутникової навігації космічної системи NAVSTAR і цифрова радіолінія З міжнародних діапазонів 8,2 ГГц і 1,7 ГГц із дисковим запам'ятовувальним пристроєм накопичення даних, що виводить супутник на високий технічний рівень.
- Якісно новим був і наземний комплекс приймання, обробки та розповсюдження інформації спостереження Землі.

За тактико-технічними параметрами дослідницької апаратури супутник стоїть в одному ряді з апаратами SPOT, TRS-1, «Ресурс».

## Напрями досліджень
| Комплекс наукової апаратури «Варіант» | Комплекс наукової апаратури «Варіант» | Комплекс наукової апаратури «Варіант» |
| ------------------------------------- | --- | ------------------------------------- |
| Хвильовий зонд WZ-1 2 шт.             | - Щільність електричного струму: - діапазон, Гц - чутливість А/cm²Гц^1/2 - Флуктуації магнітного поля: - діапазон, Гц - чутливість на частоті 1 кГц, Тл | 0,1…40000 10^-12 0,1…40000 10^-13     |
| Пояс Роговського ZF                   | - Щільність електричного струму: - діапазон, Гц - чутливість А/см²Гц^1/2                                                                                | 0,1…40000 10^-10                      |
| Електричний зонд EZ 4 шт.             | - Вектор електричного поля: - діапазон, Гц - чутливість В/Гц                                                                                            | 0,1…200000 10^-8                      |
| Магнітометр FZM                       | - Три компоненти магнітного поля - діапазон, нТл - чутливість, нТл                                                                                      | ±65000 не гірше 0,5                   |

Одним із завдань запуску супутника «Січ-1М» є забезпечення експерименту «Варіант» — дослідження провісників землетрусів. Строки запуску супутника збігаються зі строками запуску французького мікросупутника Demetr, головним завданням якого є моніторинг сейсмічних явищ в іоносфері. Одночасні спостереження у двох точках простору створюють принципово нові можливості для підвищення достовірності результатів досліджень. В рамках наукових програм обидва супутники будуть здійснювати скоординовані наземні експерименти та експерименти з дистанційного зондування, узгоджені за часом з графіком роботи супутника TIMED та наземних засобів обслуговування. Буде виконаний ретроспективний аналіз даних, отриманих в результаті попередніх запусків супутників (зокрема експерименту WINDII на борту супутника UARS, супутників Alouette-1, ISS-b та «Інтеркосмос-19»).

## Експлуатація
Супутник «Січ-1М» мав достатньо високі інформаційні можливості як за складом і характеристиками дослідницької апаратури, так і за можливостями широкого та оперативного доступу користувачів до інформації. Запуск супутника дозволив продемонструвати можливості та переваги комплексних досліджень при взаємодії систем «NOAA + Метеор + Січ-1М», що відкрило перспективу створення високоефективної системи з декількох супутників для безперервних метеорологічних і океанологічних досліджень.
Широкий набір бортових радіоліній в діапазонах 137 МГц, 1,7 Ггц і 8,2 Ггц. дозволив приймати сигнал від супутника практично всьому чинному парку приймальних станцій на всіх континентах (понад 1000 станцій каналу 137 МГц, понад 200 — 1,7 ГГц і понад 30 — 8,2 ГГц), а також безпосередньо на автономних пунктах приймання споживачів.
Синхронний експеримент на різних висотах в сейсмічно активних зонах дозволив створити базу даних для підтвердження теоретичних припущень.

## Публікації
- В.Корепанов, Г.Лізунов, Х.Алейн, M.Баліхін, Я.Бленскі, Ф.Дудкін, A.Федоров, Й.Юхневич, С.Клімов, В.Красносельских, Ф.Лефевр. Проект «Варіант»: виміри електромагнітних полів та електричних струмів іоносферної плазми на супутнику «Січ-1M»
- Project VARIANT: Current and field measurements on board SICH-1M satellite[недоступне посилання з вересня 2019] (англ.)